# Reiley McClendon
Eric Reiley McClendon II (Baton Rouge, Louisiana, 11 de março de 1990) é um ator norte-americano.
McClendon nasceu em Louisiana. Atuou em várias séries de televisão, como Will and Grace, Zoey 101 e Medium. Também apareceu em filmes da Disney Channel, como Eddie's Million Dollar Cook-Off e Buffalo Dreams. Reiley retratou o personagem "Danny Walker" quando criança em 2001 no filme Pearl Harbor. Frequentou o colégio Grace Brethren High School, e se formou na turma de 2008. McClendon está noivo desde dezembro de 2009, ele mantém uma página no Facebook, onde faz  atualizações frequentes e permite a comunicação direta com seus fãs.

## Filmografia
| Filmes      | Filmes                               | Filmes                               | Filmes                      |
| Ano         | Título Original                      | Título (Brasil)                      | Papel                       |
| ----------- | ------------------------------------ | ------------------------------------ | --------------------------- |
| 2000        | Danny and Max                        | Danny and Max                        | Danny                       |
| 2000        | Another Woman's Husband              | Another Woman's Husband              | Garoto na piscina (para TV) |
| 2000        | The Kid                              | The Kid                              | Mark                        |
| 2001        | Pearl Harbor                         | Pearl Harbor                         | Danny Walker (jovem)        |
| 2002        | Gentle Ben                           | Gentle Ben                           | Mark Wedloe (para TV)       |
| 2003        | Gentle Ben 2: Danger on the Mountain | Gentle Ben 2: Danger on the Mountain | Mark Wedloe (para TV)       |
| 2003        | Eddie's Million Dollar Cook-Off      | Eddie's Million Dollar Cook-Off      | DB (para TV)                |
| 2005        | Buffalo Dreams                       | Buffalo Dreams                       | Josh Townsend (para TV)     |
| 2005        | The Nickel Children                  | The Nickel Children                  | Nolan                       |
| 2006        | Southern Comfort                     | Southern Comfort                     | Para TV                     |
| 2006        | Lenexa, 1 Mile                       | Os Rebeldes                          | Joey Hickey                 |
| 2006        | The Elder Son                        | The Elder Son                        | Nikita Sarafanov            |
| 2008        | Danny Fricke                         | Danny Fricke                         | Tim Quinn (para TV)         |
| 2008        | The Flyboys                          | Os Meninos Voadores                  | Kyle Barrett                |
| 2009        | Safe Harbor                          | Safe Harbor                          | Luke (para TV)              |
| 2009        | Accused at Seventeen                 | Accused at Seventeen                 | Chad Voyt                   |
| 2010        | The Mine                             | The Mine                             | Brad                        |
| Séries      |                                      |                                      |                             |
| Ano         | Título                               | Papel                                | Notas                       |
| 1998        | Will & Grace                         | Nixon                                | 1 episódio                  |
| 1998        | Profiler                             | Mark Weller                          | 1 episódio                  |
| 1999        | The Love Boat: The Next Wave         | Garotinho                            | 1 episódio                  |
| 1999        | Touched by an Angel                  | Duncan (aos 10)                      | 1 episódio                  |
| 2000        | The Norm Show                        | Jack                                 | 1 episódio                  |
| 2002        | ER                                   | Aaron James                          | 1 episódio                  |
| 2003        | Everwood                             | Travis                               | 1 episódio                  |
| 2003        | Law & Order: Criminal Intent         | Jason Connors                        | 1 episódio                  |
| 2005        | Law & Order: Special Victims Unit    | Logan Stanton/Lindsay Stanton        | 1 episódio                  |
| 2005        | Zoey 101                             | Reiley o valentão                    | 1 episódio                  |
| 2005 / 2006 | Just Legal                           | Tom Ross                             | 5 episódios                 |
| 2006        | Medium                               | Todd Gromada                         | 1 episódio                  |
| 2006        | CSI: Miami                           | Austin Wells                         | 1 episódio                  |
| 2007        | CSI: Crime Scene Investigation       | Charlie Kellerman                    | 1 episódio                  |
| 2009        | The Cleaner                          | Taylor Fisher                        | 1 episódio                  |